# Atlas Corporation Studios

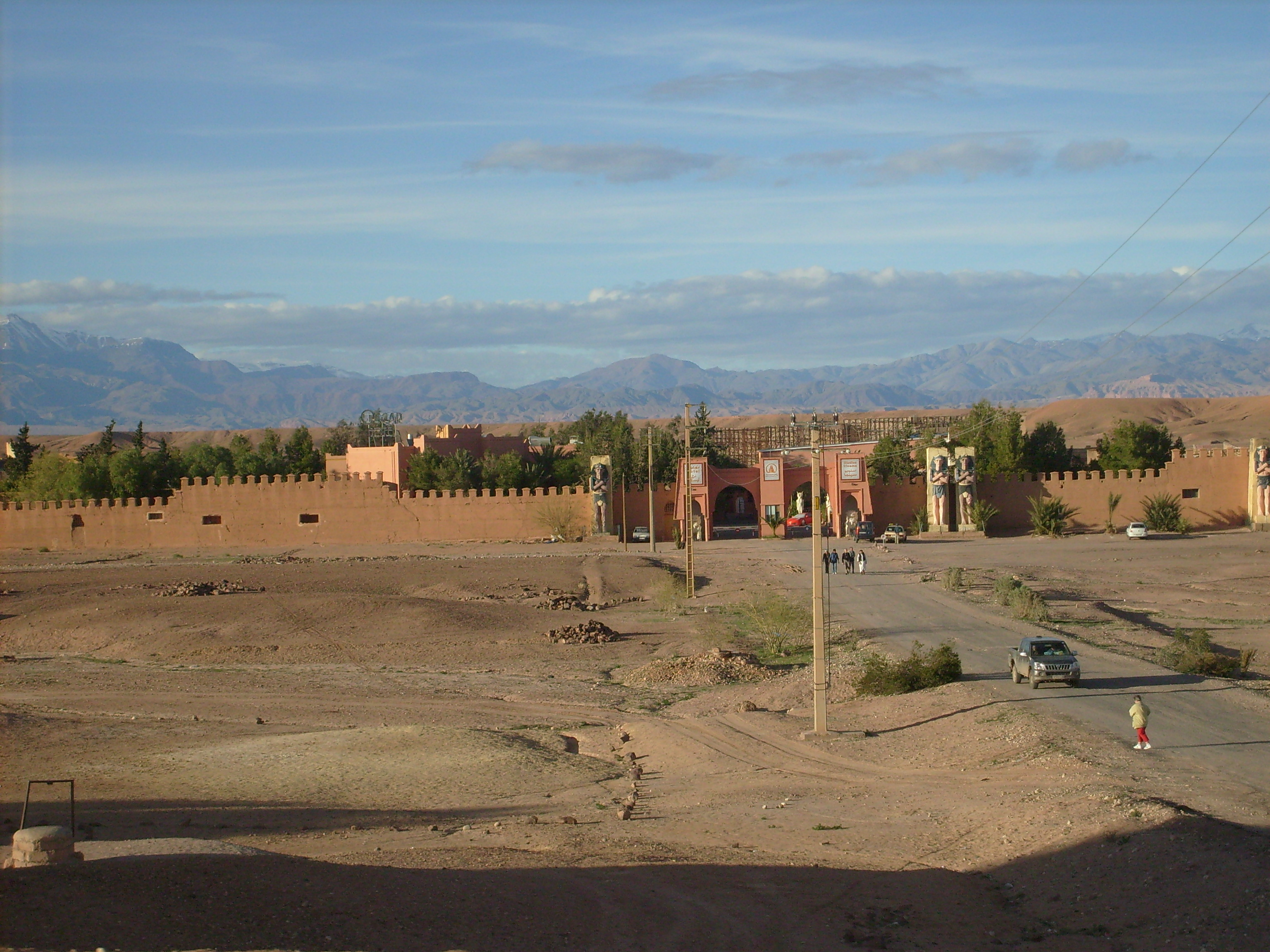
Atlas Corporation Studios

Die Atlas Corporation Studios, auch als Atlas Film Studios oder kurz als Atlas Studios bekannt, sind Filmstudios am nordwestlichen Stadtrand von Ouarzazate, dem Zentrum der marokkanischen Filmindustrie.
Die Studios wurden 1983 vom marokkanischen Unternehmer Mohamed Belghmi gegründet, der eine Notwendigkeit darin sah, in Ouarzazate die ersten dauerhaften Filmstudios von Marokko zu errichten. Um dieses Vorhaben zu verwirklichen, kaufte er eine Fläche von 650 Hektar; die dafür nötigen finanziellen Mitteln erzielte er als Besitzer der ersten privaten Hotelkette (Salam Hotels) des Landes. Das weitläufige Gelände beherbergt neben diversen Filmsets moderne Filmtechnik und Tonstudios. Aus diesem Grund wird auch von Ouarzazate als dem „Hollywood Marokkos“ gesprochen, was der Stadt den umgangssprachlichen Begriff „Mollywood“ einbrachte.
Die Studios können besichtigt werden, wenn nicht gerade eine Filmproduktion läuft. Der Eintritt kostet 80 MAD für Erwachsene. Eine geführte Tour ist im Preis inklusive (englisch, französisch und arabisch). Das Gelände lässt sich aber auch auf eigene Faust erkunden. Zu sehen sind verschiedene Sets wie das tibetische Mönchskloster aus Kundun, der F-16-Kampfjet aus Auf der Jagd nach dem Juwel vom Nil oder der ägyptischen Tempel von der deutsch-französischen Großproduktion Asterix & Obelix: Mission Kleopatra.

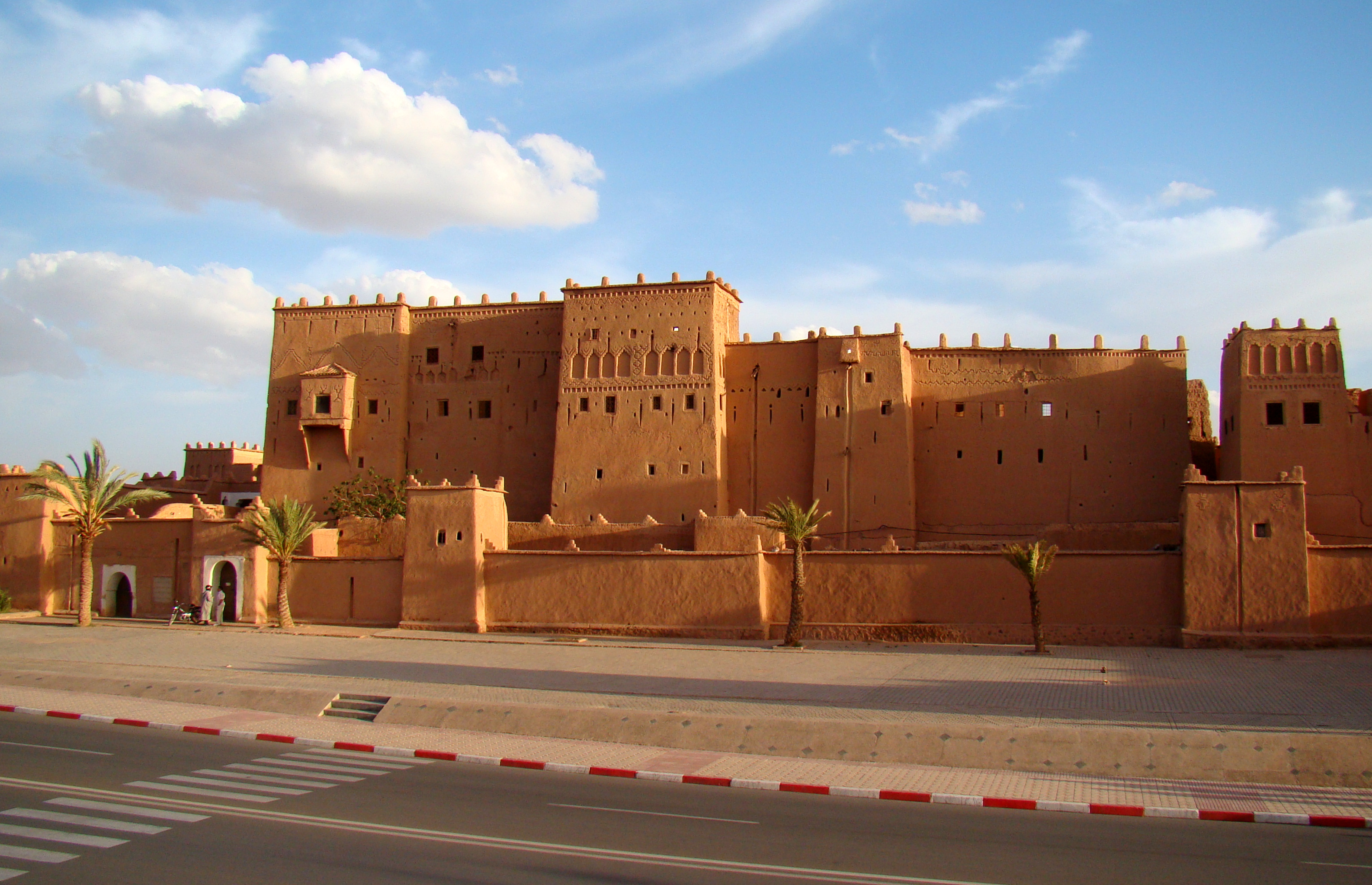
Kasbah Taourirt

Etwa 30 Kilometer von den Studios entfernt liegt der Ksar Aït-Ben-Haddou, der in diversen Produktionen als Kulisse diente, so zum Beispiel 1962 für Lawrence von Arabien. Bei Ouarzazate wurden zudem Filme wie Krieg der Sterne (1977) gedreht. Die Kasbah Taourirt in Ouarzazate war ebenfalls schon oft Kulisse, hier wurden neben Szenen aus diversen Bibelfilmen auch Abschnitte für Sieben Jahre in Tibet und Babel (2006) gedreht.
Im Umfeld um Ouarzazate und den Atlas Corporation Studios gründete der marokkanische Produzent Mohamed Asli (Marrakech Express [1989]), der in Italien studierte, eine Filmschule. Mit den CLA Studios befindet sich in nächster Nähe die Kulissen zu Königreich der Himmel. Die CLA Studios produzieren auch Prisoner of the Sun mit.

## Produktionsgeschichte (Auswahl)

### Kinofilme
- 1985: Auf der Jagd nach dem Juwel vom Nil – Regie: Lewis Teague
- 1987: James Bond 007 – Der Hauch des Todes – Regie: John Glen
- 1988: Die letzte Versuchung Christi – Regie: Martin Scorsese
- 1990: Himmel über der Wüste – Regie: Bernardo Bertolucci
- 1990: Land der schwarzen Sonne – Regie: Bob Rafelson
- 1997: Kundun – Regie: Martin Scorsese
- 1998: Der Legionär – Regie: Peter MacDonald
- 1999: Die Mumie – Regie: Stephen Sommers
- 2000: Gladiator – Regie: Ridley Scott
- 2001: Black Hawk Down – Regie: Ridley Scott
- 2002: Asterix & Obelix: Mission Kleopatra – Regie: Alain Chabat
- 2004: Alexander – Regie: Oliver Stone
- 2005: Königreich der Himmel – Regie: Ridley Scott
- 2006: Babel – Regie: Alejandro González Iñárritu
- 2006: The Hills Have Eyes – Hügel der blutigen Augen – Regie: Alexandre Aja
- 2008: Der Baader Meinhof Komplex – Regie: Uli Edel
- 2008: Der Mann, der niemals lebte – Regie: Ridley Scott
- 2009: Die Päpstin – Regie: Sönke Wortmann
- 2009: Lippels Traum – Regie: Lars Büchel
- 2010: Prisoners of the Sun – Regie: Roger Christian

### TV-Produktionen
- 1995: Die Bibel – Moses – Regie: Roger Young
- 1995: Solomon & Sheba – Regie: Robert M. Young
- 1995: Slave of Dreams – Regie: Robert M. Young
- 1998: Die Gärten Eden – Regie: Alessandro D’Alatri
- 1999: Cleopatra – Regie: Franc Roddam
- 1999: The Seventh Scroll – Regie: Kevin Connor
- 1999: Il tempo dell’amore – Regie: Giacomo Campiotti
- 1999: Cosas que olvidé recordar – Regie: Enrique Oliver
- 2002: Das Jesus Video – Regie: Sebastian Niemann
- 2002: Sueurs – Regie: Louis-Pascal Couvelaire
- 2003: Ancient Egyptians
- 2006: The Amazing Race 10, Episode: We Just Won’t Die, Like Roaches – Regie: Bertram van Munster
- 2010: Game of Thrones – Regie: Tom McCarthy

### Dokumentationen
- 2007: Mummies: Secrets of the Pharaohs – Regie: Keith Melton

Koordinaten: 30° 56′ 30,6″ N, 6° 57′ 58,9″ W